# Loweswater (sjö)
Loweswater är en sjö i Storbritannien.   Den ligger i Loweswater civil parish i grevskapet Cumbria och riksdelen England, i den centrala delen av landet, 400 km nordväst om huvudstaden London. Loweswater ligger 121 meter över havet. Arean är 0,42 kvadratkilometer. Trakten runt Loweswater består i huvudsak av gräsmarker. Den sträcker sig 0,9 kilometer i nord-sydlig riktning, och 1,3 kilometer i öst-västlig riktning.